# História do Barém
As ilhas de Barém foram sempre cobiçadas desde a antiguidade primeiro devido à sua posição geoestratégica privilegiada na região do Golfo, que constituía as ilhas como escala obrigatória nas rotas comerciais entre primeiro os sumérios (estes designavam estas ilhas como Dilmum) e o Vale do Indo há três milénios e posteriormente entre todas rotas comerciais que por aí tinham que passar, mas também porque estas ilhas sempre detiveram recursos naturais muito importantes.
As suas grandes florestas (numa área rodeada de territórios desérticos), as suas pérolas (muito cobiçadas e produzidas nos bancos à volta das ilhas do arquipélago) e mais recentemente por causa do petróleo.
Os gregos já conheciam as ilhas como Tylos.
A população barenita converteu-se ao islamismo no séc. VII, sendo que antes disso a sua população seguia maioritariamente o cristianismo e tinha uma forte minoria religiosa judaica
Em 685 os Najadat, dos carijitas, que constituíam um grupo moderado dos Azraquitas e que se desenvolveu na Arábia central (rejeitando o assassinato político), conquistam o Barém, bem como uma parte do Iémen e penetram no Omã.
O termo Barém foi usado durante o inicio da era islâmica para designar a área que agora conhecemos como Golfo Pérsico, que só foi assim designada depois de o Império Sassânida o ter controlado durante cerca de cento e cinquenta anos. Até aí as ilhas eram conhecidas apenas como Awal (alguns dizem Aval)
De 1521 a 1602, o país foi ocupado pelos portugueses após a política fortemente expansionista prosseguida a partir de 1510 pelo governador-geral, Afonso de Albuquerque, no  Império Português do Oriente, datando desse período a construção do Forte do Barém (em árabe Qal’at al-Bahrain), atualmente classificado como Património Mundial pela UNESCO.
Em 1602 e com a ajuda dos ingleses as ilhas foram tomadas pelo Império Safávida tornando-se numa sua base estratégica e militar muito importante.
Ahmad ibn Khalifa um príncipe oriundo da Arábia Saudita conquistou as ilhas e obteve a sua independência em 1783 do Império Afexárida, aproveitando o enfraquecimento da Império Afexárida acossada por invasões e guerras constantes com o Império da Rússia e o Império Otomano e fundou a dinastia que reina o país até hoje.
Vários tratados forçados feitos no séc. XIX determinaram que o arquipélago se transformasse num protetorado militar e comercial britânico.
O Barém conseguiu novamente a independência (saindo da situação colonial de protetorado ocupado militarmente) em 1971 e transformou-se em emirado.
Em 1973, foi promulgada uma constituição, que estabeleceu o regime monárquico tradicional e criou um sistema bicameral de concelhos, um concelho consultivo e um concelho dos representantes.